# Língua ubykh
O ubykh é uma língua extinta do grupo de línguas caucasianas do noroeste, falado pelo povo homônimo até 1992. A palavra deriva do exônimo wəbəx, na língua adigué abdzakh (circassiano). Na literatura linguística, sem grafia vernacular em português, é referida por vários nomes diferentes: ubykh e ubyx do inglês, ubıh do turco, oubykh do francês, pekhi (do próprio /tʷaχə/) e a variante germanizada Päkhy.
Considerada extinta, o idioma tinha por característica marcante o fato de ter oitenta e quatro consoantes e apenas duas vogais (e uma terceira, /u/, aparece somente em palavras emprestadas) e seu último falante, morto aos 88 anos, Tevfik Esenç, deixou centenas de horas da fala gravadas, graças ao trabalho do linguista Georges Dumézil.

## Características gerais
O ubykh distingue-se pelas seguintes características, algumas das quais são compartilhadas com as línguas caucasianas do noroeste:
- É uma língua ergativa, que não realiza diferenciação sintática entre o sujeito de uma frase intransitiva e o objeto direto de uma frase transitiva. A ergatividade parcial parece não ter importância na gramática, coisa pouco comum em outras línguas.
- É fortemente aglutinante, empregando principalmente raízes bissilábicas, chegando palavras isoladas a atingir nove ou mais sílabas de longitude:
  - aχʲazbatʂʾaʁawdətʷaajlafaqʾajtʾmadaχ se ao menos não tivesses sido capaz de fazer que ele o sacasse tudo outra vez debaixo de mim para eles. Afixos fundem-se muito raramente.
- Tem um sistema nominal simples, contrastando só quatro casos nominais e não marcando o número gramatical no caso direto ou no locativo.
- O sistema de concordâncias verbais é bastante complexo. Os verbos portugueses só devem concordar com o sujeito; os verbos do ubykh devem concordar com o sujeito, o objeto direto e o indireto e o benefactivo também devem estar marcados no verbo.

## História

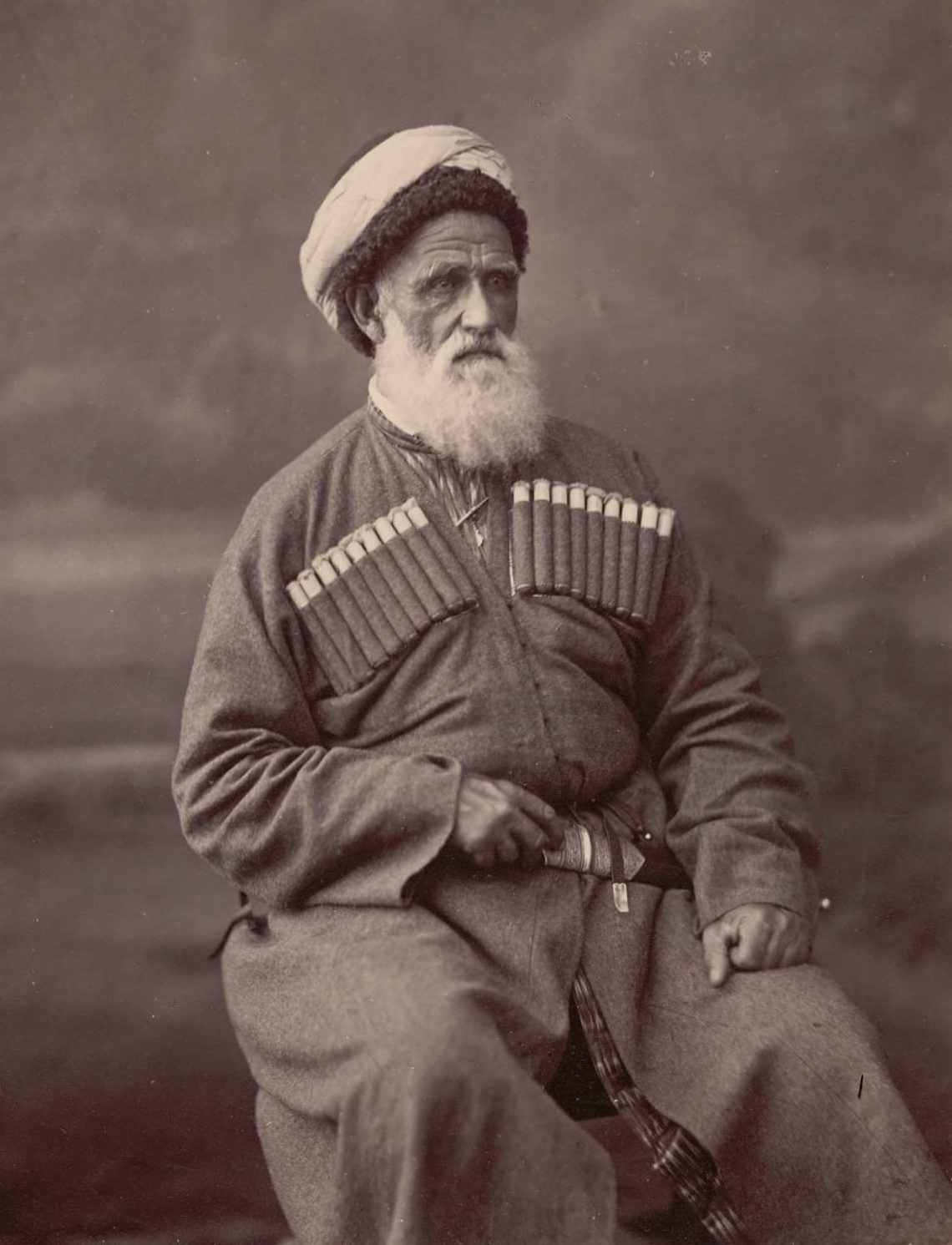
Kirantukh Berzeg, último príncipe ubykh.

Ubykh era falada no costa leste do Mar Negro próxima a Sochi até 1864, quando o povo ubykh foi retirado da região pelos russos. Na ocasião os ubykh se estabeleceram na Turquia, fundando vilas como Hacı Osman, Kırkpınar, Masukiye e Hacı Yakup. O turco e o circassiano se tornaram as línguas preferidas para comunicação do dia-a-dia, tendo muitas palavras dessa língua sido incorporadas ao ubykh.
A língua ubykh se extinguiu em 7 de outubro de 1992, quando seu último falante fluente, “Tevfik Esenç” morreu dormindo. Felizmente, antes disso, pesquisadores linguistas como Georges Charachidzé, Georges Dumézil, Hans Vogt e George Hewitt haviam coletado e organizado milhares de páginas de material, gravações de áudio referentes à língua moribunda, a partir de contatos com Esenç e Huseyin Kozan. O ubykh não tivera até então nenhum registro escrito por sua comunidade falante, mas uma poucas frases haviam sido escritas por Evliya Celebi em seu livro “Seyahatname”. Além disso, uma boa parte da tradição oral do povo ubykh, bem como alguns dos ciclos da saga Nath foram sendo transcritos. Tevfik Esenç também aprendeu pouco antes de sua morte a escrever ubykh na escrita desenvolvida por Dumézil.
Julius von Mészáros, um linguista húngaro, em visita à Turquia em 1930 anotou informações diversas em ubykh. Seu trabalho “Die Päkhy-Sprache foi aprofundado, detalhado,  extenso e minucioso de forma a permitir por seu sistema de transcrição (que pode não representar todos os fonemas ubykh) da língua e a fundação de uma linguística ubykh.
O francês Georges Dumézil também visitou a Turquia em 1930 para obter registros do ubykh, tornando-se o mais prestigiado e famoso linguista desse idioma de todos os tempos. Publicou uma coletânea do folclore ubykh já no final da década de 1950, como o que atraiu a atenção dos linguistas de todo o mundo para a particularidade da língua de ter tão poucos (somente dois) fonemas vogais. Hans Vogt, um norueguês, produziu um completíssimo Dicionário, o qual, embora com muitos erros (corrigidos depois por Dumézil), é ainda uma Obra-prima e uma ferramenta essencial para os linguistas ubykh.
Mais tarde, entre o final dos anos 60 e início dos 70, Dumézil publicou vários "papers" sobre e Etimologia ubykh, em especial sobre suas origens norte-caucasianas. Seu livro Le Verbe Oubykh (1975), uma coletânea bem compreensiva da morfologia nominal e verbal do idioma é uma das mais significativas obras sobre a língua ubykh.
Desde os anos 80, a pesquisa linguística ubykh decaiu de forma drástica, não foram publicados mais tratados. Porém, o linguista holandês Rieks Smeets nesta primeira década do século XXI vem compilando um novo dicionário ubykh com base nas obras de 1963 de Vogt, havendo um projeto similar ma Austrália. Os remanescentes étnicos ubykh vêm também mostrando interesse em aprender a língua.
Alguns autores que tiveram literatura publicada em ubykh:
- Brian George Hewitt
- Catherine Paris
- Christine Leroy
- Georg Bossong
- Georges Dumézil
- Hans Vogt
- John Colarusso
- Julius von Mészáros
- Rieks Smeets
- Tevfik Esenç
- Wim Lucassen

### Morfologia
É uma língua ‘’’polissintática’’’ e ‘’’aglutinativa’’’, com formas nominais:: */ʃəkʲʼaajəfanamət/ nós não devemos ser capazes de voltar, */awqʼaqʼajtʼba/ se você tivesse dito isso.
Os limites exatos entre Substantivos e Verbos é de difícil distinção. Qualquer substantivo pode ser a raiz de um verbo ‘’estativo’’:  (/məzə/ child, /səməzəjtʼ/ eu era uma criança); muitas raízes verbais podem se tornar substantivos pelo uso de Afixos: (/qʼa/ dizer, /səqʼa/ minha fala, o que eu falo;
- Sua fonologia também é complexa com 83 consoantes distintivas (três das quais aparecem só em empréstimos linguísticos). No entanto, de acordo a algumas análises linguísticas, só possui duas vogais, mas estas têm um grande número de alófonos devido à quantidade de consonantes que podem as acompanhar.

## Fonologia
O ubykh é conhecido por seu enorme inventário consonantal, distinguindo 84 consoantes (4 deles, contudo, apenas figurando em empréstimos), mas com o inventário vocálico frequentemente reduzido a apenas dois fonemas.

### Consoantes
Representação no Alfabeto Fonético Internacional dos sons consonantais do ubykh.
|                   |                     | Labial | Labial  | Alveolar | Alveolar | Post-alveolar | Post-alveolar | Alveolo-palatal | Alveolo-palatal | Retroflex | Velar   | Velar   | Velar  | Velar | Uvular | Uvular  | Uvular        | Uvular | Uvular | Glotal |   |
| plain             | Faring.             | Plena  | Labial. | Plena    | Labial.  | Plena         | Labial.       | Palat.          | Plena           | Retroflex | Labial. | Faring. | Palat. | Plena | lab.   | Faring. | Faring.& Lab. |        |        | Glotal |   |
| ----------------- | ------------------- | ------ | ------- | -------- | -------- | ------------- | ------------- | --------------- | --------------- | --------- | ------- | ------- | ------ | ----- | ------ | ------- | ------------- | ------ | ------ | ------ | - |
| Plosiva           | Surda               | p      | pˁ      | t        | tʷ       |               |               |                 |                 |           |         | kʲ      | k      | kʷ    |        | qʲ      | q             | qʷ     | qˁ     | qˁʷ    |   |
| Plosiva           | Sonora              | b      | bˁ      | d        | dʷ       |               |               |                 |                 |           |         | ɡʲ      | ɡ      | ɡʷ    |        |         |               |        |        |        |   |
| Plosiva           | Ejetiva             | pʼ     | pˁʼ     | tʼ       | tʷʼ      |               |               |                 |                 |           |         | kʲʼ     | kʼ     | kʷʼ   |        | qʲʼ     | qʼ            | qʷʼ    | qˁʼ    | qˁʷʼ   |   |
| Africadae         | Surda               |        |         | t͡s       |          |               | t͡ʃ            |                 | t͡ɕ              | t͡ɕʷ       | ʈ͡ʂ      |         |        |       |        |         |               |        |        |        |   |
| Africadae         | Sonora              |        |         | d͡z       |          |               | d͡ʒ            |                 | d͡ʑ              | d͡ʑʷ       | ɖ͡ʐ      |         |        |       |        |         |               |        |        |        |   |
| Africadae         | Ejetiva             |        |         | t͡sʼ      |          |               | t͡ʃʼ           |                 | t͡ɕʼ             | t͡ɕʷʼ      | ʈ͡ʂʼ     |         |        |       |        |         |               |        |        |        |   |
| Fricativa         | Surda               | f      |         | s        |          | ɬ             | ʃ             | ʃʷ              | ɕ               | ɕʷ        | ʂ       |         | x      |       |        | χʲ      | χ             | χʷ     | χˁ     | χˁʷ    | h |
| Fricativa         | Sonora              | v      | vˁ      | z        |          |               | ʒ             | ʒʷ              | ʑ               | ʑʷ        | ʐ       |         | ɣ      |       |        | ʁʲ      | ʁ             | ʁʷ     | ʁˁ     | ʁˁʷ    |   |
| Fricativa         | Ejetiva             |        |         |          |          | ɬʼ            |               |                 |                 |           |         |         |        |       |        |         |               |        |        |        |   |
| Nasal             | Nasal               | m      | mˁ      | n        |          |               |               |                 |                 |           |         |         |        |       |        |         |               |        |        |        |   |
| Cons. Aproximante | Cons. Aproximante   |        |         |          |          |               |               |                 |                 |           | j       |         | w      | wˁ    |        |         |               |        |        |        |   |
| Cons. Vibrante    | Cons. Vibrante      |        |         | r        |          |               |               |                 |                 |           |         |         |        |       |        |         |               |        |        |        |   |
| Cons. Lateral     | Cons. Muda          |        |         | ɬ        |          |               |               |                 |                 |           |         |         |        |       |        |         |               |        |        |        |   |
| Cons. Lateral     | Ejetiva - Fricativa |        |         | ɬʼ       |          |               |               |                 |                 |           |         |         |        |       |        |         |               |        |        |        |   |
| Cons. Lateral     | Aproximante         |        |         | l        |          |               |               |                 |                 |           |         |         |        |       |        |         |               |        |        |        |   |

#### Dialeto de Karacalar
Uma forma diversa para a fonologia do ubykh falada por Osman Güngor, habitante de "Karacalar", foi investigada pelo linguista Georges Dumézil nos anos 60. Essa fala se distinguia da fonologia padrão em alguns aspectos:
- As “stops” alveolares labializadas /dʷ/ /tʷ/ /tʷʼ/ se amalgamavam nas correspondentes “stops” bilabiais /b/ /p/ /pʼ/.
- As fricativas alveolo-palatais /ɕʷ/ /ʑʷ/ se amalgamavam nas correspondentes palato-alveolares /ʃʷ/ /ʒʷ/em contrapartida /ʃʷ/ /ʒʷ/.
- /ɣ/ não existia.
- Não se distingue mais a faringealização, existindo apenas nos “lexemas” /abˁa/ ('estar doente') e/qʷˁə/ ('latir'), sendo substituída em certos casos pela “geminação”  (padrão /wˁa/ ('cão') → Karacalar /wːa/) e em ao menos um caso pela “ejetivação”  (padrão /ʦaqˁapˁə/ ('milho torrado') → Karacalar /ʦaqʼapʼə/).
- A palatalização das consoantes uvulares não é mais fonêmica, sendo substituída em muitos casos pela geminação (padrão /qʲa/ ('tossir') → Karacalar /qːa/).
- A africativa “retroflexiva” sonora /ɖʐ/ é, em alguns casos, amalgamada com /ʤ/.

#### Outros dialetos
Não houve registro de muitos dialetos do ubykh, mas um dialeto mais divergente do idioma básico foi percebido por Dumézil. Gramaticalmente, é similar à língua básica, mas tem um sistema sonoro bem diferente, sendo que certos sons não existem, havendo apenas 62 fonemas diferentes.
- /dʷ/ /tʷ/ /tʷʼ/ desapareceram nos fonemas /b/ /p/ /pʼ/.
- /ɕʷ/ /ʑʷ/ não se distinguia mais das /ʃʷ/ /ʒʷ/.
- /ɣ/ parecem ter desaparecido.
- A faringealização não era mais distintiva, sendo que muitos casos foram substituídos por consoantes geminadas.
- A palatalisação de consoantes uvular não era mais fonêmica.

### Vogais
Ubykh tem muito poucos fonemas vogais. As análises de Hans Vogt (1963) percebem a presença da vogal separada /oː/, mas quase todos outros linguistas não aceitam essa opinião, mantendo a visão de uma única distinção “vertical”, duas vogais:  /ə/ e /a/. Outras vogais, como /u/, aparecem somente em palavras de origem estrangeira.
Questiona-se se uma vogal adicional, /aa/ poderia ser considerada em certos casos por diferir de /a/ não somente em comprimento, mas também em qualidade vocal.. Porém, nos aspectos fonológicos e diacrônicos, ambas se derivam frequentemente da vogal /a/.
Mesmo com tão poucas vogais, há muitos alófonos vogais afetados pela articulação secundária das consoantes em torno dessas vogais. Isso explicaria essa estranha característica ubykh de tão poucas vogais. Aparecem assim onze vogais básicas, derivadas em sua maior parte de duas vogais adjacentes a consoantes que são labializadas ou palatizadas.
As onze vogais, em uma análise fonética, seriam as [a e i o u ə] e [aː eː iː oː uː],  às quais se aplicam as seguintes regras, conf. Vogt (1963):
/Cʷa/ > [Co] e /aw/ > [oː]
/Cʲa/ > [Ce] e /aj/ > [eː]
/Cʷə/ > [Cu] e /əw/ > [uː]
/Cʲə/ > [Ci] e /əj/ > [iː]
Há ainda algumas vogais mais complexas tais como:
/ajəwʃqʼa/ ('você fez isso') que pode se tornar [ayʃqʼa], por exemplo. Nesse caso, a consoantes “nasal” pode cair como uma vogal “nasal”. Exemplos: /najnʃʷ/ ('jovem homem') que é percebida como [nɛ̃jʃʷ] assim como [najnʃʷ].
A vogal /a/ aparece com muita frequência no início de palavras, em especial como um Artigo definido. A vogal /ə/ quase não aparece como inicial, exceto em formas “Ditransitvas” de verbos, onde os três argumentos são da terceira pessoa. Ex.: /əntʷən/ ('ele dá para ele') (normalmente /jəntʷən/). Mesmo aí, /ə/ pode por si próprio desaparecer, dando uma forma mais curta /ntʷən/.
Ambas vogais citadas acima aparecem sem restrições como finais, porém, quando /ə/ for átona no final, pode até desaparecer: /tʷə/ ('pai') se torna a forma definida /atʷ/ ('o pai'). Assim, a alternância entre /ə/ e ausência de vogal é frequentemente não fonêmica, podendo desaparecer internamente na raiz, assim: /maqʷəta/ ~ /maqʷta/ ('enxada').

## Gramática

### Substantivos, Adjetivos
O sistema de substantivos do ubykh é relativamente simples, são apenas três casos nominais, ou mesmo quatro, considerando que o caso “oblíquo-ergativo” pode apresentar dois “subcasos” para diferentes funções:
- Caso direto ou “absolutivo”, com a raiz não marcada, sem afixos. Caracteriza o sujeito de sentença intransitiva e também o objeto direto de sentenças verbo transitivo direto transitivas (/tət/ um homem)
- Caso oblíquo ou “ergativo”, marcado pelo sufixo  -/n/; Caracteriza tanto o sujeito de uma sentença transitiva, objeto de “pré-verbos”, ou objeto indireto que não tenha outros sufixos (/məzən/ (para)um a criança)
- Caso locativo, marcado pelo sufixo -/ʁa/, que equivale em português à regência pela preposição “em”;

O caso instrumental (-/awn(ə)/ com, por meio de, usando algo) foi considerado como mais um caso por Dumézil (1975). Um outro par de posposições, -/laaq/ para (na direção de) e -/ʁaafa/ para (objetivo), pode ser percebido como um caso dativio (/aχʲəlaaq astʷadaw/ ' Eu vou mandar isso para o príncipe), mas não é considerado um cdaso.
Os substantivos não se distinguem em gênero gramatical. O único artigo definido é /a/- o,  a: /atət/ o homem. Não há artigo indefinido que tenha equivalência ao português “a, as, o, os”, mas usa-se /za/-(raiz)-/gʷara/ (literalmente um-(raiz)-certo) como em francês un ou em língua turca bir: /zanaynʃʷgʷara/ um certo homem jovem.
Número gramatical somente é marcado se o substantivo estiver no caso “ergativo”, com -/na/. A indicação do número no caso absolutivo-ergativo pode ser tanto por raízes verbais “supletivas” (ex. /akʷən blas/ ele está em o carro contra /akʷən blaʒʷa/ eles estão em o carro) ou por sufixos verbais: /akʲʼan/ ele vai, /akʲʼaan/ eles vão. Curiosamente, o prefixos da pessoa gramatical plural /ɕʷ/- faz atuar um prefixo plural independente do caso gramatical envolvido.
- /ɕʷastʷaan/ Eu dei a você tudo a ele (abs.)
- /səɕʷəntʷaan/ Ele me deu tudo e a vocês (obl.)
- /asəɕʷtʷaan/ vocês todos deram isso (ou plural) para mim (erg.)

Observar que na última frase, a “pluralidade” do isso (/a/-) fica oculta, sendo o significado tanto  Eu dou esse a todos vocês ou Eu dou esses a todos vocês.
Adjetivos, na maioria das situações são ligados como sufixos ao substantivo: /tʃəbʒəja/ pimenta with /pɬə/ vermelha fica /tʃəbʒəjapɬə/ pimenta vermelha. Adjetivos não declinam.
“Posposições são raras; a maioria em funções semânticas locativas, também em alguns casos que não indicam local, se caracterizam pelo uso de elementos pré-verbais: /asχʲawtxqʼa/ você escreveu isso para mim. Há, porém, umas poucas posposições: /səʁʷa səgʲaatɕʼ/ como eu; /aχʲəlaaq/ próximo ao príncipe.

### Verbos
(Dumézil 1975 passim)
Existe uma distinção entre os tempos verbais passado, presente e futuro através de sufixos. /qʼa/ representa o passado e /awt/o futuro. Existe também um sufixo para o aspecto imperfeito, -/jtʼ/, o qual se combina com os sufixos de tempo. Os verbos dinâmicos (de movimento) e os estáticos também têm tratamento distinto como em árabe e os verbos apresentam formas diversas de gerúndio. Causativos morfológicos não são raros. Conjunções como “e” e “mas” aparecem como sufixos dos verbos, mas há também partículas separadas com essa funções.
- -/gʲə/ e (partícula livre /ve/, vem do turco);
- -/gʲəla/ mas, contudo, todavia, mesmo assim, porém”  (partícula livre /aʁʷa/)

O “benefactivo” pronominal faz parte das formas verbais por meio do “pré-verbo” /χʲa/-, mas esses benefactivo nem sempre aparece no verbo que já tiver mais de três prefixos de concordância.
Gênero gramatical só se manifesta nos verbos na segunda pessoa, somente na discrição de quem fala. O indicador de segunda pessoa feminina é /χa/-, que se comporta como qualquer outro prefixo de pronome: /wəsχʲantʷən/ ele dá (algo) a você (normal; neutro) para mim, compare-se com /χasχʲantʷən/ ele dá (algo) a você (feminino) para mim.

### Adverbiais
Os significados que nas línguas indo-europeias são expressos por advérbios ou por verbos auxiliares são marcados em ubykh por sufixos verbais.
- /asfəpχa/ Eu preciso comer isso
- /asfəfan/ Eu posso comer isso
- /asfəgʲan/ Eu como isso o tempo tido
- /asfəlan/ Eu estou comento isso tudo (completo)
- /asfətɕʷan/ Eu como muito disso
- /asfaajən/ Eu vou comer isso de novo

### Interrogação
Perguntas podem ser expressas gramaticalmente por sufixos ou prefixos nas formas verbais.
- Questões de sim ou não com -/ɕ/: /wana awbjaqʼaɕ/? você viu isso?
- Questões mais complexas com  -/j/: /saakʲʼa wəpʼtsʼaj/? qual é o seu nome?

Outros tipo de perguntas, as que envolvem pronomes interrogativos como “onde” e  “o que” podem também ser marcadas na forma verbal: /maawkʲʼanəj/ onde você vai?, /saawqʼaqʼajtʼəj/ o que você disse?

### Pré-verbos e determinantes
Funções de localização, preposicionais e outras são expressas por elementos  “pré-verbais” que apresentam muitos aplicativos de voz, o que é assustadoramente complexo em ubykh. Há dois tipos principais de elementos “pré-verbais”, os “determinantes” e os “pré-verbos” propriamente ditos.. A quantidade de pré-verbos é limitada e mostram principalmente localização, direção (geográfica e geométrica); Os determinantes também são limitados, mas essa classe gramatical é mais aberta,com significados mais elaborados. Dentre esses prefixos determinantes temos, por exemplo /tʃa/- no que se refere aos cavalos ou /ɬa/- no que se refere ao pé ou base de um objeto.
Para localizações simples há muitas possibilidades que podem ser “codificadas” por “pré-verbos”, tais como (sem se limitar a):
- Acima e tocando (em contato)
- Acima e não tocando
- Abaixo e tocando
- Abaixo e não tocando
- Ao lado de
- Através de um espaço
- Através matéria sólida
- Sobre uma superfície horizontal plana
- Numa superfície nem horizontal, nem vertical
- Numa massa homogênea
- Na direção
- No sentido para cima
- No sentido para baixo
- Num espaço tubular
- Num espaço fechado

Há ainda um pré-verbo direcional como significado de “em direção de quem fala” que tem seu “slot” no complexo verbal da língua. Porém, os pré-verbos podem ter significados que equivalem a uma longa sentença em português; /jtɕʷʼaa/- indica ‘sobre a terra” ou “na terra, assim: /ʁadja ajtɕʷʼaanaaɬqʼa/ eles enterraram o corpo dele” (literalmente “eles colocaram seu corpo na (internamente) terra”). Para situações mais detalhadas e específicas, há pré-verbos como /faa/- que indica uma ação que é feita visando um objetivo, para algo, referente a “fogo”: /amdʒan zatʃətʃaqʲa faastχʷən/ Eu retirei o tição do fogo.